# Canton de Villeneuve-Saint-Georges
Le canton de Villeneuve-Saint-Georges est une circonscription électorale française située dans le département du Val-de-Marne et la région Île-de-France.

## Histoire

### Département deSeine-et-Oise
Le canton est créé, par démembrement du Canton de Boissy-Saint-Léger, par la loi du 22 octobre 1919. Situé dans l'arrondissement de Corbeil du département de Seine-et-Oise, il était constitué des communes de Villeneuve-Saint-Georges, Boussy-Saint-Antoine, Brunoy, Crosne, Draveil, Épinay-sous-Sénart, Montgeron, Quincy-sous-Sénart, Valenton, Vigneux, Yerres. Le chef-lieu en était à Villeneuve-Saint-Georges.
Il est scindé par le décret du 28 janvier 1964, afin de permettre la création des cantons de Brunoy et de Montgeron, et ne conserve que les communes de Valenton et de Villeneuve-Saint-Georges.

### Département du Val-de-Marne
Le canton de Villeneuve-Saint-Georges, regroupant les communes de Villeneuve-Saint-Georges et de Valenton, a été recréé lors de la mise en place du département du Val-de-Marne.
Il est rescindé par le décret du 24 décembre 1984, afin de permettre la création du canton de Valenton. Le canton de Villeneuve-Saint-Georges ne comprend alors plus qu'une partie de la commune de Villeneuve-Saint-Georges.
Un nouveau découpage territorial du Val-de-Marne entré en vigueur à l'occasion des premières élections départementales suivant le décret du 17 février 2014. Les conseillers départementaux sont, à compter de ces élections, élus au scrutin majoritaire binominal mixte. Les électeurs de chaque canton élisent au Conseil départemental, nouvelle appellation du Conseil général, deux membres de sexe différent, qui se présentent en binôme de candidats. Les conseillers départementaux sont élus pour 6 ans au scrutin binominal majoritaire à deux tours, l'accès au second tour nécessitant 12,5 % des inscrits au 1er tour. En outre, la totalité des conseillers départementaux est renouvelée. Ce nouveau mode de scrutin nécessite un redécoupage des cantons dont le nombre est divisé par deux avec arrondi à l'unité impaire supérieure si ce nombre n'est pas entier impair, assorti de conditions de seuils minimaux. Dans le Val-de-Marne le nombre de cantons passe ainsi de 49 à 25.
Dans ce cadre, le canton de Villeneuve-Saint-Georges est conservé et s'agrandit, en passant d'une fraction de commune à deux communes entières, plus une fraction de Villeneuve-Saint-Georges.

## Représentation

### Conseillers généraux de 1919 à 2015
Département de Seine-et-Oise (1919 à 1967)
| Période         | Période                    | Identité                           | Étiquette            | Qualité |
| --------------- | -------------------------- | ---------------------------------- | -------------------- | --- |
| 1919            | 1925                       | Gaston Hammerschmidt               | Rad.                 | Maire de Villeneuve-Saint-Georges (1904 → 1919)                                                                                          |
| 1925            | 1937                       | Henri Leduc (1875-1955)            | SFIO                 | Ouvrier typographe Maire de Villeneuve-Saint-Georges (1919 → 1935)                                                                       |
| 1937            | 1940 (déchu de son mandat) | Henri Janin (1901-1946)            | PC-SFIC              | Ajusteur-mécanicien Maire de Villeneuve-Saint-Georges (1935 → 1940)                                                                      |
|                 |                            |                                    |                      | |
| 1943            | 1945                       | Camille Brunet                     |                      | Chef du bureau au Comptoir d'escompte Maire de Villeneuve-Saint-Georges (1942 → 1944) Nommé conseiller départemental en 1943             |
|                 |                            |                                    |                      | |
| 1945            | 1946 (décès)               | Henri Janin                        | PCF                  | Maire de Villeneuve-Saint-Georges (1935 → 1940 et 1945 → 1946) Décédé en fonction                                                        |
| 21 juillet 1946 | 1949                       | Roger Vermot-Desroches (1896-1978) | PCF                  | Ancien employé à l'usine Peugeot, Directeur d'hôpital Maire de Villeneuve-Saint-Georges (1947 → 1957) Ancien maire de Seloncourt (Doubs) |
| 1949            | 1961                       | Armand Cachat                      | RPF puis RS puis UNR | Officier en retraite Député (1958 → 1967) Maire de Montgeron                                                                             |
| 1961            | 1964                       | Marcel Sieffert                    | UNR                  | Adjoint au maire de Montgeron Elu en 1964 dans le Canton de Montgeron                                                                    |
| 1964            | 1967                       | Marius Faïsse (1910-1996)          | SFIO                 | Chef de bureau à la SNCF Maire de Villeneuve-Saint-Georges (1957 → 1977)                                                                 |

Département du Val-de-Marne (1967 à 2015)
| Période | Période | Identité                    | Étiquette      | Qualité |
| ------- | ------- | --------------------------- | -------------- | --- |
| 1967    | 1985    | Julien Duranton (1927-2000) | PCF            | Ouvrier électricien Maire de Valenton (1960 → 1990)                                                                        |
| 1985    | 1992    | Marius Faïsse               | UDF-PSD        | Maire de Villeneuve-Saint-Georges (1957 → 1977 et 1983 → 1989)                                                             |
| 1992    | 2011    | Laurent Dutheil             | PS             | Collaborateur de Roger-Gérard Schwartzenberg Adjoint au Maire de Villeneuve-Saint-Georges                                  |
| 2011    | 2015    | Nathalie Dinner             | Apparentée PCF | Fonctionnaire Adjointe au maire (Front de gauche) de Villeneuve-Saint-Georges Elue en 2015 dans le Canton de Choisy-le-Roi |

### Conseillers d'arrondissement (de 1919 à 1940)
Le canton de Villeneuve-Saint-Georges avait deux conseillers d'arrondissement.
| Période                                  | Période           | Identité                   | Étiquette                       | Qualité |
| ---------------------------------------- | ----------------- | -------------------------- | ------------------------------- | --- |
| 1919                                     | 1921              | Edouard Trouette           | SFIO                            | Agent de maitrise de la Compagnie du chemin de fer métropolitain de Paris, propriétaire avenue Niel à Paris, et à Montgeron |
| 1919                                     | 1928              | Omer Bedel                 |                                 | Entrepreneur, maire de Brunoy (1919-1925 et 1929-1931)                                                                      |
| mai 1921                                 | 1924              | M. Lacroix                 |                                 | Propriétaire à Montgeron |
| 1924                                     | 1924 (invalidé)   | Lucien Midol               | PC-SFIC                         | Ingénieur des Arts et Métiers, puis mécanicien à la Compagnie du PLM                                                        |
| 22 juin 1924                             | 1928 (décès)      | Georges Collon (1881-1928) | PC-SFIC                         | Ouvrier tailleur sur cristaux à Villeneuve-Saint-Georges, syndicaliste                                                      |
| 1928                                     | 1928 (annulation) | Pierre Provost (1895-1986) | PC-SFIC                         | Ancien serrurier |
| 1928                                     | 1933 (décès)      | Adolphe Laroque            | Radical                         | Maire d'Yerres |
| 1929                                     | 1934              | M. Laviron                 | Radical                         | Chef de comptabilité, propriétaire à Vigneux-sur-Seine                                                                      |
| 1934                                     | 1940              | Edmond Bottin              | Droite                          | Propriétaire, maire de Montgeron (1933-1935), membre de la Chambre de commerce de Corbeil                                   |
| 1934                                     | 1940              | Léon Tottereau (1893-1964) | Entente républicaine et sociale | Mécanicien, propriétaire quai de la Rapée à Paris, conseiller municipal de Brunoy                                           |
| 1940                                     |                   |                            |                                 | Les conseils d'arrondissement ont été suspendus par la loi du 12 octobre 1940 et n'ont jamais été réactivés                 |
| Les données manquantes sont à compléter. |                   |                            |                                 | |

### Conseillers départementaux depuis 2015
| Période élective | Période élective | Mandat | Mandat   | Identité           | Nuance | Nuance | Qualité |
| ---------------- | ---------------- | ------ | -------- | ------------------ | ------ | ------ | --- |
| 2015             | 2021             | 2015   | 2021     | Françoise Lecoufle |        | LR     | Chef d'entreprise Maire de Limeil-Brévannes (depuis 2014)                                                                         |
| 2015             | 2021             | 2015   | 2021     | Metin Yavuz        |        | LR     | Artisan - Maire de Valenton (depuis 2020)                                                                                         |
| 2021             | 2028             | 2021   | en cours | Françoise Lecoufle |        | LR     | Chef d'entreprise Maire de Limeil-Brévannes (depuis 2014), 2e vice-présidente chargée des infrastructures routières et navigables |
| 2021             | 2028             | 2021   | en cours | Métin Yavuz        |        | LR     | Artisan - Maire de Valenton (depuis 2020)                                                                                         |

### Résultats détaillés

#### Élections de mars 2015
À l'issue du 1er tour des élections départementales de 2015, deux binômes sont en ballottage : Françoise Lecoufle et Metin Yavuz (Union de la Droite, 27,73 %) et Daniel Henry et Claude Simon (FG, 24,25 %). Le taux de participation est de 42,27 % (9 836 votants sur 23 267 inscrits) contre 44,44 % au niveau départemental et 50,17 % au niveau national.
Au second tour, Françoise Lecoufle et Metin Yavuz (Union de la Droite) sont élus avec 51,18 % des suffrages exprimés et un taux de participation de 41,99 % (4 707 voix pour 9 770 votants et 23 267 inscrits).

#### Élections de juin 2021
Le premier tour des élections départementales de 2021 est marqué par un très faible taux de participation (33,26 % au niveau national). Dans le canton de Villeneuve-Saint-Georges, ce taux de participation est de 23,22 % (5 931 votants sur 25 538 inscrits) contre 29,98 % au niveau départemental. À l'issue de ce premier tour, deux binômes sont en ballottage : Françoise Lecoufle et Métin Yavuz (LR, 47,4 %) et Krystel Calvier et Emmanuel Mbedey (Union à gauche, 27,3 %).
Le second tour des élections est marqué une nouvelle fois par une abstention massive équivalente au premier tour. Les taux de participation sont de 34,36 % au niveau national, 32,99 % dans le département et 27,26 % dans le canton de Villeneuve-Saint-Georges. Françoise Lecoufle et Métin Yavuz (LR) sont élus avec 60,63 % des suffrages exprimés (4 032 voix pour 6 965 votants et 25 547 inscrits),,. 

## Composition

### Composition de 1964 à 1984
Le canton était constitué par les communes de Villeneuve-Saint-Georges et de Valenton,.

### Composition de 1984 à 2015
Le canton de Villeneuve-Saint-Georges recouvrait l'ouest et le sud de la commune de Villeneuve-Saint-Georges.
Le surplus de Villeneuve-Saint-Georges, situé au nord-est de la commune et délimité, selon la toponymie du décret de 1984, « par la limite territoriale de la commune de Valenton et par l'axe des voies ci-après : avenue Anatole-France (à partir de la limite de la commune de Valenton), rue Bernard-Palissy, rue de Paris (jusqu'à la limite de la commune de Valenton) » était rattaché au canton de Valenton.

### Composition depuis 2015
| Nom                                              | Code Insee | Intercommunalité         | Superficie (km2) | Population (dernière pop. légale)                | Densité (hab./km2) | Modifier                                    |
| ------------------------------------------------ | ---------- | ------------------------ | ---------------- | ------------------------------------------------ | ------------------ | ------------------------------------------- |
| Villeneuve-Saint-Georges (bureau centralisateur) | 94078      | Métropole du Grand Paris | 8,75             | Fraction : 13 309 (2022) Commune : 36 170 (2022) | 4 134              | modifier les données · modifier les données |
| Limeil-Brévannes                                 | 94044      | Métropole du Grand Paris | 6,93             | 27 806 (2022)                                    | 4 012              | modifier les données · modifier les données |
| Valenton                                         | 94074      | Métropole du Grand Paris | 5,31             | 14 453 (2022)                                    | 2 722              | modifier les données · modifier les données |
| Canton de Villeneuve-Saint-Georges               | 9421       |                          |                  | 55 568 (2022)                                    |                    | modifier les données                        |

Le canton est constitué par :
1. deux communes entières,
2. la partie de la commune de Villeneuve-Saint-Georges non incluse dans le canton de Choisy-le-Roi, soit celle située à l'est d'une ligne définie par l'axe des voies et limites suivantes : depuis la limite territoriale de la commune de Valenton, avenue Winston-Churchill, rue de Paris, rue Bernard-Palissy, avenue Anatole-France, rue Ferrer-et-Siegfried, avenue de Valenton, jusqu'à la limite territoriale de la commune de Valenton.

## Démographie

### Démographie avant 2015
| 1962 | 1968 | 1975 | 1982 | 1990   | 1999   | 2006   | 2011   | 2012   |
| ---- | ---- | ---- | ---- | ------ | ------ | ------ | ------ | ------ |
| -    | -    | -    | -    | 18 146 | 20 106 | 21 886 | 24 221 | 24 255 |

### Démographie depuis 2015
En 2022, le canton comptait 55 568 habitants, en évolution de +2,25 % par rapport à 2016 (Val-de-Marne : +3 %, France hors Mayotte : +2,11 %).
| 2013   | 2018   | 2022   |
| ------ | ------ | ------ |
| 48 190 | 55 745 | 55 568 |